# Праттсвіль (Арканзас)
Праттсвіль (англ. Prattsville) — місто (англ. city) в США, в окрузі Грант штату Арканзас. Населення — 289 осіб (2020).

## Географія
Праттсвіль розташований на висоті 91 метр над рівнем моря за координатами 34°19′7″ пн. ш. 92°32′35″ зх. д. / 34.31861° пн. ш. 92.54306° зх. д. (34.318495, -92.543146).  За даними Бюро перепису населення США в 2010 році місто мало площу 4,26 км², з яких 4,24 км² — суходіл та 0,02 км² — водойми.

## Демографія
Згідно з переписом 2010 року, у місті мешкало 305 осіб у 113 домогосподарствах у складі 81 родини. Густота населення становила 72 особи/км².  Було 123 помешкання (29/км²). 
Расовий склад населення:
| - 99,0 % — білих - 0,3 % — чорних або афроамериканців |

До двох чи більше рас належало 0,0 %. Іспаномовні складали 0,7 % від усіх жителів.
За віковим діапазоном населення розподілялося таким чином: 27,5 % — особи молодші 18 років, 58,1 % — особи у віці 18—64 років, 14,4 % — особи у віці 65 років та старші. Медіана віку мешканця становила 39,1 року. На 100 осіб жіночої статі у місті припадало 102,0 чоловіків;  на 100 жінок у віці від 18 років та старших — 87,3 чоловіків також старших 18 років.
Середній дохід на одне домашнє господарство  становив 53 248 доларів США (медіана — 51 806), а середній дохід на одну сім'ю — 60 244 долари (медіана — 58 333). Медіана доходів становила 46 875 доларів для чоловіків та 26 563 долари для жінок. За межею бідності перебувало 25,0 % осіб, у тому числі 44,9 % дітей у віці до 18 років та 9,4 % осіб у віці 65 років та старших.
Цивільне працевлаштоване населення становило 185 осіб. Основні галузі зайнятості: виробництво — 23,8 %, освіта, охорона здоров'я та соціальна допомога — 21,6 %, роздрібна торгівля — 13,5 %, будівництво — 7,6 %.
За даними перепису населення 2000 року в Праттсвілі проживало 282 особи, 83 родини, налічувалося 115 домашніх господарств і 128 житлових будинків. Середня густота населення становила близько 65,6 людини на один квадратний кілометр. Расовий склад Праттсвіля за даними перепису розподілився таким чином: 99,65 % білих, 0,35 % — азіатів.
Іспаномовні склали 0,35 % від усіх жителів міста.
З 115 домашніх господарств в 33,0 % — виховували дітей віком до 18 років, 61,7 % представляли собою подружні пари, які спільно проживали, в 9,6 % сімей жінки проживали без чоловіків, 27,0 % не мали сімей. 26,1 % від загального числа сімей на момент перепису жили самостійно, при цьому 17,4 % склали самотні літні люди у віці 65 років та старше. Середній розмір домашнього господарства склав 2,45 особи, а середній розмір родини — 2,95 особи.
Населення міста за віковим діапазоном за даними перепису 2000 року розподілилося таким чином: 23,8 % — жителі молодше 18 років, 7,4 % — між 18 і 24 роками, 27,0 % — від 25 до 44 років, 25,9 % — від 45 до 64 років і 16,0 % — у віці 65 років та старше. Середній вік мешканця склав 37 років. На кожні 100 жінок в Праттсвілі припадало 101,4 чоловіків, у віці від 18 років та старше — 90,3 чоловіків також старше 18 років.
Середній дохід на одне домашнє господарство в місті склав 42 679 доларів США, а середній дохід на одну сім'ю — 47 500 доларів. При цьому чоловіки мали середній дохід в 30 000 доларів США на рік проти 19 000 доларів середньорічного доходу у жінок. Дохід на душу населення в місті склав 17 544 долари на рік. 9,8 % від усього числа сімей в окрузі і 12,5 % від усієї чисельності населення перебувало на момент перепису населення за межею бідності, при цьому 19,1 % з них були молодші 18 років і 20,4 % — у віці 65 років та старше.